# Voltzberg
Der Voltzberg ist ein 240 Meter hoher, zum Teil kahler Granit-Inselberg in Suriname, im Distrikt Sipaliwini.
Er ist Bestandteil des Zentral-Suriname-Naturschutzgebietes mit einer besonderen  Flora und Fauna, wie z. B. Epiphyten, Kakteengewächse, Echinopsis oxygona und Felsenhähne.
Der Granitberg ist nach dem deutschen Geologen Dr. Friedrich Voltz (1828–1855) benannt. Er hat von 1853 bis 1855 mehrere wissenschaftliche Expeditionen in Suriname unternommen. Voltz starb im August 1855 in Paramaribo an Gelbfieber – kurz vor seiner Rückkehr nach Europa.